# 정해창
정해창(丁海昌, 1937년 ~ )은 대한민국 제36·37대 법무부 장관을 지낸 법조인이다. 본관은 나주이며 친동생이 한국은행 금융통화위원회 위원을 역임한 대학 교수 정해방과 금융인인 정해왕이다.

## 생애
1937년 경상북도 포항 출생. 대구사범학교를 졸업(1회)한 교사 아버지 죽포(竹圃) 정윤진과 하숙을 치르고 삯바느질을 하면서 자녀를 키운 어머니 사이에서 5남 2녀 중 장남으로 태어나 김천초등학교, 김천중학교(20회)를 마치고 김천고등학교를 다니다가 경북고등학교를 졸업하고 수석으로 입학한 서울대학교 법학과를 수석으로 졸업하였다. 서울대학교 법학과 2학년에 재학 중이던 1958년 제10회 고등고시 사법과 행정과에서 모두 합격하였다. 1958년 여름 정해창이 고등고시 사법과와 행정과에서 모두 합격했을 때 국어 교사였던 아버지는 교실 칠판에 자기 아들을 낮춰 부르는 단어인 '돈아(豚兒)’를 크게 쓰고 학생들이 뜻을 묻자 "돈아가 고시에 합격했다"고 말했다.
1962년 대구지방검찰청 검사에 임용되어 대전지방검찰청과 서울지방검찰청, 법무부 등에서 검사를 하였다. 노태우 대통령 비서실장을 지낸 그는 이미 그 이전인 1987년, 법무부 장관에 임명되었다.
중앙일보는 "정해창은 고시 2년 후배인 김기춘과 함께 '유신체제의 법령 입법과 개정의 공로와 실력이 높이 평가되어 유례없이 발탁되었다'"고 보도했다
고건 내무부장관과 함께 정해창은 1987년 6월 8일 오전 정부종합청사 19층 국무위원 대기실에서 발표한 합동담화에서 "민주헌법쟁취국민운동 본부가 주최하려는 6·10 규탄대회는 '박종철 사건의 규탄이나 헌법문제 시비에 그치는 것이 아니라 국정 분란과 공권력의 무력화까지 초래하여 헌정을 파괴하고 국민생활을 희생시키려는 저의가 숨겨져 있다'고 우려하지 않을 수 없다"며 "명백히 불법집회로 규정하며 대회의 중지를 촉구한다. 대회가 강행될 경우 관계법에 따라 엄정 처단하겠다"고 말했다.

교도소에서 탈주하여 검거된 손동완을 조사하다가 "지강헌이 호송버스에 타기 전 교도관으로부터 수갑열쇠를 건네받아 입속에 감추고 있었고 다른 탈주범들도 쇠꼬챙이 등을 지니고 있었는데 아무런 검색도 받지 않은 채 버스에 올랐다."는 사실이 드러나 "교도관이 탈주범을 도왔다"는 의혹이 제기되어 이춘구 내무부장관과 함께 노태우 대통령에게 사의를 표명했다.
"욕심은 끝이 없으니까 자기보다 가난한 사람을 보면서 만족하며 살아야 한다"는 아버지의 말을 돼새기며 사무실에 "지나치면 부족함만 못하다"는 뜻의 ‘과유불급(過猶不及)’이라는 글귀가 담긴 액자를 걸어두었던 정해창은 아버지에 대해 "평생 꿀벌처럼 사셨죠. 그 삶을 이해하는 데 30년 넘게 걸렸습니다."라고 말하였다 이 말에 고개를 끄덕이며 "위에서 잘하니까 나도 잘 안 하면 안 되는 거죠. 그게 돌아보면 집안의 전통인 것 같아요. 맨날 야구하고 테니스 치러 돌아다니다가도 시험 때가 되면 무섭게 준비했죠."라고 말하는 테니스 선수로도 활약했던 금융경제연구원장을 역임한 정해왕과 "자식들 학비 부담이 매우 컸어요. 어머니가 아랫방에서 하숙을 치고 삯바느질, 미군 빨래까지 안 한 일이 없었죠"라고 말하는 금융통화위원회 위원을 역임한 정해방이 동생이다.
김천중학교 동창회장을 하던 1995년 대한민국 제15대 국회의원 선거에서 경북 김천시 지역구 무소속후보로 출마하여 검찰직 7급 공무원 출신으로 집권당인 신한국당 후보로 나온 임인배에게 패하여 낙선했다.
여야 3당이 국회의원 10명에 대한 체포동의안을 처리하지 않기로 합의한 1999년 1월에 정해창이 대검찰청이  발행하는 `검찰가족' 창간 1주년 특집호 `선배와의 만남'이란 대담란에서 "현실적으로 민사문제도 고소부터 해놓고 보니 (검찰의)업무량이 지나치게 많아지고 정치문제도 무턱대고 검찰에 맡기는 경향때문에 검찰이 정치에 휘말리게 된다"고 지적히면서도 "자기에게 불리하면 무조건 검찰의 권위를 인정하지 않으니 안타깝다"며 "사회문제가 생기면 마지막엔 검찰이 해결기능을 맡아야 겠지만 그 전단계로 각 분야가 스스로의 문제를 풀어가는 역할을 충분히 한다면 검찰에 `과부하'가 걸리지 않을 것"이라고 말했다.
이한동 전총리는 가장 가까운 지인으로 황계룡, 김종표 변호사, 윤관 (법조인) 전 대법원장, 장덕진, 한갑수 전 농림부 장관, 한병채, 황도현 전 헌법재판소 재판관, 김종건 전 법제처장과 함께 정해창을 꼽았다.
일본 법무당국에 권희로 가석방 청원을 하는 등 삼중스님과 함께 권희로의 석방에 결정적인 역할을 한 정해창은 정해창은 1999년 9월 7일 "수십년간 이국의 감옥에 갇혀 고생하다 고국에 돌아온 권희로씨를 온 국민과 함께 환영한다"는 소감을 밝히면서 "법 집행자로서는 쉽지 않은 결정이었을텐데 보잘 것 없는 나를 믿고 가석방 청원을 받아들인 일본 법무당국에 진심으로 감사드린다"며 "권씨의 석방이 한.일 관계를 더욱 돈독히 하는 계기가 될 것으로 생각한다"고 말했다.
2007년에 있었던 4·25 대전 서구을 국회의원 보궐선거에서 "열린우리당 지원을 받는 정권연장 세력의 꼭두각시이자 구태의연한 불법선거를 자행하는 구시대 정치의 상습범 임이 밝혀졌다"며 한나라당으로부터 비난을 받았던 국민중심당, 심대평 후보를 찾아 "활기찬 모습을 보니 마음이 놓인다. 건강관리에 유념하고 꼭 승리하시길 바란다"고 말했으며 후보가 당선되었다.
서울대학교 법과대학 동창회(회장 이재후 김앤장 법률사무소 대표 변호사)가 2009년 9월 30일에 제15회 자랑스러운 서울법대인으로는 고 김증한 전 서울대 법대 학장, 윤영철 전 헌법재판소장과 함께 정해창을 선정했다.
《정본(定本) 여유당전서(與猶堂全書)》를 출간한 다산학술문화재단 이사장으로 있던 정해창은 2013년 2월 7일 한국경제신문과의 인터뷰에서 "우리 모두가 다산의 나라바로세우기를 위한 고뇌와 애민정신을 본받았으면 좋겠다"며 "한문고전이 쉬워진 겁니다. 전문 연구자가 아니더라도 한문에 기초 소양만 갖췄다면 누구나 이해할 수 있게끔 공을 들였습니다. 다산(茶山)에 대한 연구가 더욱 풍부해졌으면 좋겠어요."라고 말했다.

노태우 대통령 비서실장에서 물러난 뒤 유엔의 범죄문제자문기구인 일본의 아시아 범죄방지재단(ACPF)이 주최한 국제대회에 참석해 "한국에도 ACPF 지부를 만들어달라"는 부탁을 받은 것이 계기가 되어 "독립적인 재단을 만들되 ACPF와 협조 관계를 맺는 것이 좋겠다"는 생각으로 1994년 12월 개인 사재 1억원을 출연하고 뜻을 함께 하는 지인들의 찬조를 받는 등 회원을 모집하고 회비로 재단을 운영하는 한국범죄방지재단 설립하여 이사장 직을 맡아 20년동안 운영하다가 2014년 11월 4일에 "경륜과 열정, 인품을 두루 갖춘 준비된 이사장"이라는 후배인 김경한에게 물려주면서 "1937년생 소띠인데 소처럼 성실했던 황소같은 이사장으로 기억됐으면 좋겠다"며 "검찰인은 우리나라의 법질서 확립과 범죄방지 활동을 일생의 업으로 삼고 노력해 온 사람들입니다. 검찰에서 못다한 일을 계속한다는 사명감을 갖고 한국범죄방지재단을 중심으로 의기투합하기 바랍니다."고 말했다.
사단법인 법조언론인클럽(회장 정동식 경향신문 부사장)은 2015년 1월 29일에 시상한 올해의 법조인-법조언론인상 공로상 부문에서 20년간 한국범죄방지재단을 설립해 민간차원에서 활발한 범죄예방활동을 펼쳐온 공로로 정해창이 최초의 직선제 대한변호사협회 회장으로서 변호사의 공익활동에 크게 기여한 위철환과 함께 수상했다.
시민단체 바른사회운동연합이 2017년 3월 24일에 출범식을 가진 스마트폰 앱과 영상통화를 이용해 재능기부 변호사와 상담을 희망하는 의뢰인을 연결해주는 역할을 하는 무료법률상담센터 '모두의 변호사' 운영위원회 위원장을 맡았다.
2012년 12월 19일에 있었던 대한민국 제18대 대통령 선거를 앞둔 12월 16일에 정기승 전 대법관, 정구영·김기수 전 검찰총장 등 법조인 244명과 함께 "박근혜 후보의 진정성과 가능성을 보다 높이 평가한다"고 하면서 "참여정부 때 만들어진 로스쿨 제도는 서민들의 법조계 진입을 차단하는 노무현 정부의 최대 실패작인데 당시 로스쿨 제도 입안에 앞장섰던 이가 바로 문재인 후보"라며 "공정사회와 기회균등이라는 민주주의의 기본원칙을 망각한 처사"라고 문재인 후보를 비판하며 지지를 선언했던 박근혜 대통령에 대한 헌법재판소의 탄핵 인용이 있은 직후 정해창은 "자유민주주의 국가에서 서로 의견이 다를 수는 있지만 서로가 약속한 헌법과 법률을 지켜야 한다는 것이 `법치`의 의미"라며 "자신의 의견이 수용되지 않더라도 분노를 표출하지 않고 수용할 수 있어야 한다는 뜻"이라고 판결에 담긴 시대정신을 설명했다.

## 학력
- 김천초등학교[19]
- 김천중학교
- 김천고등학교[20]
- 1956년 경북고등학교 졸업
- 1960년 서울대학교 법학 학사
- 1968년 서던메소디스트대학교 대학원

## 경력
- 1962년 대구지방검찰청 검사
- 1973년 법무부 검찰과 과장
- 1976년 서울지방검찰청 부장검사
- 1979년 부산지방검찰청 제2차장검사
- ~ 1981년 서울지방검찰청 제2차장검사
- 1981년 법무부 검찰국 국장
- 1981년 12월 17일 ~ 1982년 6월 17일 제24대 서울지방검찰청 검사장
- 1982년 6월 18일 ~ 1985년 2월 27일 제26대 대한민국의 법무부 차관
- 1985년 2월 ~ 1986년 제10대 법무연수원 원장
- 1986년 4월 29일 ~ 1987년 5월 26일 대검찰청 차장검사
- 1987년 5월 26일 ~ 1988년 2월 24일 : 제36대 대한민국의 법무부 장관
- 1987년 한국형사정책연구원 원장
- 1988년 2월 25일 ~ 1988년 12월 4일 : 제37대 대한민국의 법무부 장관
- 1990년 ~ 1993년 청와대 비서실 실장
- 1994년 대산법률사무소 변호사
- 1994년 ~ 2014년 11월 4일 한국범죄방지재단 이사장[21]
- 1994년 김천중학교 총동창회(송설동창회) 회장
- 1998년 평화통일복지기금재단 감사
- 1998년 ~ 다산학술문화재단 이사장
- 2002년 ~ 2015넌 좋은합동법률사무소 대표 변호사
- 대구·경북 출신 전직 장관급 인사 모임 ‘대경회(大慶會)’제2대 회장[22]
- 2005년 1월 서울대 법대 동창회 회장[23]
- 2006년 5월 10일 김천 중·고교 재단인 송설당(松雪堂) 교육재단 제5대 이사장[24]
- 대경육영재단 이사장[25]
- SBS 사외이사[26]
- 2007년 2월 9일 SBS미디어홀딩스 이사회 사외의사, 이사회 의장[27]
- 2008년 8월 21일 대경학숙추진위원회 공동 위원장[28]
- 2012년 7월 23일 ~ 2012년 7월 29일 한국·중국 수교 20주년을 기념한 중국 외교부와 산하 중국인민외교학회가 초청한 방중단[29]
- 2015년 ~ 2018년 법률사무소 신&박 고문변호사
- 에스앤엘 파트너스 고문변호사
- 2017년 3월 24일 무료법률상담센터 모두의 변호사 운영위원회 위원장[30][31]
- 서울대학교 총동창회 고문
- 재단법인 보통사람들의시대 노태우센터 이사장

## 수상
- 1973년 홍조근정훈장
- 1987년 황조근정훈장
- 1990년 청조근정훈장
- 2007년 제15회 자랑스런 서울대 법대인[32]
- 2014년 사단법인 법조언론인클럽 '올해의 법조인' 공로상[33]
- 2015년 제1회 천고법치문화상[34]